# Schima lobbii
Schima lobbii är en tvåhjärtbladig växtart som först beskrevs av Joseph Dalton Hooker, och fick sitt nu gällande namn av Jean Baptiste Louis Pierre. Schima lobbii ingår i släktet Schima och familjen Theaceae. Inga underarter finns listade i Catalogue of Life.